# Alexandriai nemzetközi repülőtér
Az alexandriai nemzetközi repülőtér vagy El-Nouzha repülőtér (IATA: ALY, ICAO: HEAX) (arabul: مطار النزهة) az egyiptomi Alexandria nemzetközi repülőtere volt 2011-es bezárásáig, amikor is szerepét a Borg El Arab repülőtér vette át. A repülőtér a városközponttól 7 km-re délre fekszik. 2009-ben 1 142 412 utast szolgált ki, amely 1,8%-os visszaesést jelentett 2008-hoz képest.

## Áttekintés
A repülőtér 1947-ben épült és az EgyptAir nemzeti légitársaság egyik fő bázisa volt. Óránként 600 utast tudott kiszolgálni, a forgalmi előtér tíz közepes méretű gép számára rendelkezett állóhellyel.
A repülőtér jövője a közeli Borg El Arab repülőtér megnyitásával kétségessé vált. 2011 elején az egyiptomi kormány Polgári Repülésügyi Minisztériuma bejelentette, hogy tervezi a repülőtér jelentős átalakítását, hogy biztosítsa jövőjét Alexandria és a Nílus-delta egyik fontos kereskedelmi repülőtereként. A felújítási projekt költségeit 210 millió amerikai dollárra becsülték, a tervek közt szerepelt a fő futópálya meghosszabbítása 750 méterrel, valamint egy új utasterminál építése a régi, romló állapotú épület helyett; az utaskapacitás ezzel félmillióról kétmillióra nőhetett volna. A futópályák eredeti hossza miatt a legnagyobb repülőgépek, amelyeket a repülőtér képes volt fogadni, az Airbus A320-200, a Boeing 737–800 és a McDonnell Douglas MD–90 voltak.
A repülőteret 2011 decemberében egy kétévesnek tervezett időtartamra lezárták, a forgalom előtti újranyitását 2014 decemberére tervezték. A tervek ellenére a repülőtér 2016 elején is zárva volt, műholdas felvételek azonban azt mutatták, a két futópályát újraaszfaltozták és bővítették, bár a terminálépület befejezetlen és elhagyatott maradt.

## Légitársaságok és úti célok
A repülőtérről korábban belföldi, illetve más arab országokba tartó járatok indultak. A legtöbbször az EgyptAir és leányvállalata, az EgyptAir Express használta, hetente több mint 50 belföldi és regionális járatuk indult innen Airbus A320-200 és Embraer E170 gépekkel.
2011 júniusában a következő légitársaságok használták a repülőteret:
| Légitársaság                           | Célállomások                                         |
| -------------------------------------- | ---------------------------------------------------- |
| Air Arabia                             | Sardzsa                                              |
| AlMasria Universal Airlines            | Dzsidda, Kuvait                                      |
| Buraq Air                              | Bengázi                                              |
| EgyptAir                               | Kairó, Dammám, Dubaj, Dzsidda, Kuvait, Medina, Rijád |
| EgyptAir (működtető: EgyptAir Express) | Athén, Kairó, Bejrút, Hurghada, Sarm es-Sejk         |
| Libyan Airlines                        | Bengázi, Miszurata, Tripoli                          |

## Forgalom
Az utasforgalom az elmúlt években az alábbi módon változott:
| Utasok száma | 250 042 | 289 918 | 219 486 | 447 068 | 795 128 | 1 142 412 | 43 943 | 26 347 | 43 973 | 65   |
|              | 1995    | 1998    | 2001    | 2004    | 2007    | 2009      | 2012   | 2015   | 2018   | 2021 |

## Fordítás
- Ez a szócikk részben vagy egészben  az   El Nouzha Airport című angol Wikipédia-szócikk ezen változatának fordításán alapul.  Az eredeti cikk szerkesztőit annak laptörténete sorolja fel. Ez a jelzés csupán a megfogalmazás eredetét és a szerzői jogokat jelzi, nem szolgál a cikkben szereplő információk forrásmegjelöléseként.